# District Centre-Ouest
Ne doit pas être confondu avec Central and Western.
Le district Centre-Ouest (chinois traditionnel : 中西區 ; pinyin : zhōngxī qū ; anglais : West Central District) est un district de la municipalité spéciale de Tainan.

## Histoire
Le 1er janvier 2004, les districts Centre et Ouest fusionnent pour donner naissance au district Centre-Ouest.

## Géographie
Le district couvre une superficie de 6,26 km2 et compte environ 78 000 habitants.

## Monuments
- Fort Provintia